# Just Kidding
Just Kidding: Solo es juego es una serie canadiense cámara oculta realidad que emitió por primera vez el 3 de febrero de 2013 en su canal original, Teletoon, y 19 de noviembre de 2012 en Disney XD. No se emite en Télétoon+ debido a los derechos de retransmisión de TVA de la serie en los territorios franceses-canadienses. Sin embargo el 1 de septiembre de 2015, la serie se trasladó a La chaîne Disney. La serie también ha sido transmitido en el Reino Unido (CBBC), Francia, Australia, Polonia, Brasil, España, Noruega y Suecia. La diferencia de las versiones internacionales, esque las estrellas son Jason Earles y Tyrel Jackson Williams y, desde 2014, está organizada por la estrella de Disney Channel son Calum Worthy. En 2014, Just Kidding (junto con otros de acción en vivo Teletoon espectáculos, Mi niñera es una vampira, y R.L. Stine's The Haunting Hour) ha pasado de Teletoon a YTV.
El espectáculo se basa libremente en Just for Laughs Gags (que está a su vez basado en el programa estadounidense Candid Camera), con un poco de inspiración de La risa en vacaciones de Rene Cardona la serie para arrancar, única premisa de este programa se centra en los niños que tiran chistes. La serie juega sin diálogo escrito, además del tema principal que da la impresión de que todos los niños comparten la posición de alojamiento. El programa ahora se emite en Australia.

## Episodios

### Resumen de la serie
| Temporada | Temporada | Episodios | Estreno en Estados Unidos | Estreno en Estados Unidos | Estreno en Latinoamérica | Estreno en Latinoamérica | Estreno en España   | Estreno en España       |
| Temporada | Temporada | Episodios | Inicio                    | Final                     | Inicio                   | Final                    | Inicio              | Final                   |
| --------- | --------- | --------- | ------------------------- | ------------------------- | ------------------------ | ------------------------ | ------------------- | ----------------------- |
|           | 1         | 26        | 19 de noviembre de 2012   | 29 de noviembre de 2013   | 22 de julio de 2013      | 28 de marzo de 2014      | 23 de junio de 2014 | 15 de diciembre de 2014 |
|           | 2         | 16        | 1 de noviembre de 2014    | 30 de noviembre de 2014   | 8 de abril de 2015       | 12 de agosto de 2015     | 22 de junio de 2015 | 5 de octubre de 2015    |

### Temporada 1 (2012-13)
| Ep | #  | Título                              | Estreno en Estados Unidos | Estreno en Latinoamérica | Estreno en España        |
| --- | -- | ----------------------------------- | ------------------------- | ------------------------ | ------------------------ |
| 1 | 1  | «Imagen perfecta»                   | 23 de noviembre de 2012   | 22 de julio de 2013      | 23 de junio de 2014      |
| Zach se hace pasar por un fotógrafo y atrapa reacciones sinceras de la gente cuando un asiento roto ellos cae al suelo como se suele decir "queso". Malvaviscos caen del cielo.                                                                        |    |                                     |                           |                          |                          |
| 2 | 2  | «El robot de béisbol»               | 24 de noviembre de 2012   | 23 de julio de 2013      | 30 de junio de 2014      |
| Una broma referida a un equipo de ciencia roto. También: una exposición de arte cobra vida. |    |                                     |                           |                          |                          |
| 3 | 3  | «Tarantula asustadizo»              | 21 de noviembre de 2012   | 24 de julio de 2013      | 7 de julio de 2014       |
| Una broma que implica una tarántula. También: un mural de pirañas en movimiento. |    |                                     |                           |                          |                          |
| 4 | 4  | «Lengua Congelada»                  | 19 de noviembre de 2012   | 25 de julio de 2013      | 14 de julio de 2014      |
| Bromas se tiran en las personas inocentes. En el primer partido, anfitrionas Zach Fox trucos transeúntes; en la creencia de que su lengua está pegada a un carro más frío helado. También: un sofá que se traga los niños; una sandía-chorros de agua. |    |                                     |                           |                          |                          |
| 5 | 5  | «Humano, el golpeador de la puerta» | 22 de noviembre de 2012   | 26 de julio de 2013      | 21 de julio de 2014      |
| Zach se disfraza como parte de un llamador de la puerta y sorprende a la gente en su intento de entregar un paquete. También: un inodoro parque banco; un tamaño natural jack-in-the-box.                                                              |    |                                     |                           |                          |                          |
| 6 | 6  | «Jugo axilas»                       | 20 de noviembre de 2012   | 29 de julio de 2013      | 28 de julio de 2014      |
| Zach exprime el zumo de naranja natural usando su axila. También: un perro congelado falsa; un buzón de papel triturado. |    |                                     |                           |                          |                          |
| 7 | 7  | «Golf»                              | 4 de noviembre de 2013    | 11 de noviembre de 2013  | 4 de agosto de 2014      |
| 8 | 8  | «Hockey»                            | 5 de noviembre de 2013    | 12 de noviembre de 2013  | 11 de agosto de 2014     |
| 9 | 9  | «Echar un pulso»                    | 6 de noviembre de 2013    | 13 de noviembre de 2013  | 18 de agosto de 2014     |
| 10 | 10 | «Foosball»                          | 7 de noviembre de 2013    | 14 de noviembre de 2013  | 25 de agosto de 2014     |
| 11 | 11 | «Altos cinco»                       | 8 de noviembre de 2013    | 15 de noviembre de 2013  | 1 de septiembre de 2014  |
| 12 | 12 | «Instrumentos»                      | 11 de noviembre de 2013   | 10 de marzo de 2014      | 8 de septiembre de 2014  |
| 13 | 13 | «Futbol»                            | 12 de noviembre de 2013   | 11 de marzo de 2014      | 15 de septiembre de 2014 |
| 14 | 14 | «Autobiografía»                     | 13 de noviembre de 2013   | 12 de marzo de 2014      | 22 de septiembre de 2014 |
| 15 | 15 | «Balón prisionero»                  | 14 de noviembre de 2013   | 13 de marzo de 2014      | 29 de septiembre de 2014 |
| 16 | 16 | «La alarma en el expreso de Tyrel»  | 15 de noviembre de 2013   | 14 de marzo de 2014      | 6 de octubre de 2014     |
| 17 | 17 | «Deportes extremo»                  | 18 de noviembre de 2013   | 17 de marzo de 2014      | 13 de octubre de 2014    |
| 18 | 18 | «Asustado»                          | 19 de noviembre de 2013   | 18 de marzo de 2014      | 20 de octubre de 2014    |
| 19 | 19 | «Bailando»                          | 20 de noviembre de 2013   | 19 de marzo de 2014      | 27 de octubre de 2014    |
| 20 | 20 | «Calles Escénicas»                  | 21 de noviembre de 2013   | 20 de marzo de 2014      | 3 de noviembre de 2014   |
| 21 | 21 | «El fantasma de Tyrel»              | 22 de noviembre de 2013   | 21 de marzo de 2014      | 10 de noviembre de 2014  |
| 22 | 22 | «Garajes»                           | 25 de noviembre de 2013   | 24 de marzo de 2014      | 17 de noviembre de 2014  |
| 23 | 23 | «Saltar la cuerda»                  | 26 de noviembre de 2013   | 25 de marzo de 2014      | 24 de noviembre de 2014  |
| 24 | 24 | «Las hojas de Tyrel»                | 27 de noviembre de 2013   | 26 de marzo de 2014      | 1 de diciembre de 2014   |
| 25 | 25 | «Guerra del pulgar»                 | 28 de noviembre de 2013   | 27 de marzo de 2014      | 8 de diciembre de 2014   |
| 26 | 26 | «Rutina de ejercicio»               | 29 de noviembre de 2013   | 28 de marzo de 2014      | 15 de diciembre de 2014  |

### Temporada 2 (2014)
| Ep | #  | Título                        | Estreno en Estados Unidos | Estreno en Latinoamérica | Estreno en España        |
| -- | -- | ----------------------------- | ------------------------- | ------------------------ | ------------------------ |
| 27 | 1  | «Solo es una estrella de pop» | 1 de noviembre de 2014    | 8 de abril de 2015       | 22 de junio de 2015      |
| 28 | 2  | «Solo es que eslogan»         | 2 de noviembre de 2014    | 15 de abril de 2015      | 29 de junio de 2015      |
| 29 | 3  | «Solo es una Ilusión»         | 7 de noviembre de 2014    | 22 de abril de 2015      | 6 de julio de 2015       |
| 30 | 4  | «Solo es tono»                | 8 de noviembre de 2014    | 29 de abril de 2015      | 13 de julio de 2015      |
| 31 | 5  | «Solo es reír»                | 9 de noviembre de 2014    | 6 de mayo de 2015        | 20 de julio de 2015      |
| 32 | 6  | «Solo mi asistente»           | 14 de noviembre de 2014   | 13 de mayo de 2015       | 27 de julio de 2015      |
| 33 | 7  | «Solo una broma a mi?»        | 16 de noviembre de 2014   | 20 de mayo de 2015       | 3 de agosto de 2015      |
| 34 | 8  | «Solo está cerrando adentro»  | 16 de noviembre de 2014   | 27 de mayo de 2015       | 10 de agosto de 2015     |
| 35 | 9  | «Solo una competición»        | 21 de noviembre de 2014   | 3 de junio de 2015       | 17 de agosto de 2015     |
| 36 | 10 | «Solo es descansar»           | 22 de noviembre de 2014   | 10 de junio de 2015      | 24 de agosto de 2015     |
| 37 | 11 | «Solo detrás de la escena»    | 22 de noviembre de 2014   | 17 de junio de 2015      | 31 de agosto de 2015     |
| 38 | 12 | «Solo una medida»             | 28 de noviembre de 2014   | 1 de julio de 2015       | 7 de septiembre de 2015  |
| 39 | 13 | «Solo una nueva mirada»       | 29 de noviembre de 2014   | 8 de julio de 2015       | 14 de septiembre de 2015 |
| 40 | 14 | «Solo hace punto»             | 29 de noviembre de 2014   | 15 de julio de 2015      | 21 de septiembre de 2015 |
| 41 | 15 | «Solo un estornudo»           | 30 de noviembre de 2014   | 5 de agosto de 2015      | 28 de septiembre de 2015 |
| 42 | 16 | «Solo una galleta»            | 30 de noviembre de 2014   | 12 de agosto de 2015     | 5 de octubre de 2015     |